# Nicole Oliver
Nicole Oliver (Ottawa, 22 febbraio 1970) è una doppiatrice canadese.
È conosciuta soprattutto per aver prestato la voce a Princess Celestia e Cheerilee nella serie animata My Little Pony - L'amicizia è magica.

## Biografia

### Formazione
Possiede una laurea in baccellierato in arti presso la York University, una laurea specialistica in Comunicazione presso la Royal Roads University, e una formazione supplementare della British American Drama Academy a Oxford e Londra.

### Carriera
È un importante membro della Union of BC Performers, ha servito nel suo comitato esecutivo (2002-2005), presieduto varie commissioni, e fa tuttora parte di una squadra di trattativa in sede di contrattazione collettiva.

### Vita privata
È sposata con Chris Ainscough, un pluripremiato compositore per l'industria cinematografica. Attualmente vivono a Vancouver con i loro due figli: William e Grady.

## Filmografia

### Televisione
- Oltre i limiti (The Outer Limits) - serie TV
- Bond of Silence, regia di Peter Werner – film TV (2010)
- Arrow - serie tv (4x16, 2016)
- Quel Natale che ci ha fatto incontrare (Picture a Perfect Christmas), regia di Paul Ziller - film TV (2019)

## Doppiaggio
| Titolo              | Ruolo        |
| ------------------- | ------------ |
| Death Note          | Naomi Misora |
| L: Change the World | Naomi Misora |

### Ruoli di Animazione
| Titolo                                                  | Ruolo                                                               |
| ------------------------------------------------------- | ------------------------------------------------------------------- |
| A Chinese Ghost Story: The Tsui Hark Animation          | Siu Seen                                                            |
| Barbie: Fairy Secret                                    | Liliana Roxelle                                                     |
| Barbie: A Fashion Fairy Tale                            | Liliana Roxelle                                                     |
| Barbie and the Three Musketeers                         | Madre di Corinne                                                    |
| Barbie in A Mermaid Tale                                | Calissa                                                             |
| Barbie: Mermaidia                                       | Delphine                                                            |
| Barbie in the 12 Dancing Princesses                     | Ashlyn/Twyla il gattino                                             |
| Barbie and the Diamond Castle                           | Dori/Maid                                                           |
| Barbie Mariposa and her Butterfly Fairy Friends         | Henna                                                               |
| Barbie of Swan Lake                                     | Carlita the Skunk                                                   |
| Bratz Kidz: Sleep-Over Adventure                        | Tanya (sorella di Meygan)                                           |
| Cardcaptors                                             | Meilin Rae                                                          |
| Cardcaptors the Movie                                   | La Maga, Meilin Rae                                                 |
| Class of the Titans                                     | Arachne                                                             |
| The Cramp Twins                                         | Dorothy Cramp                                                       |
| Dinosaur Train                                          | Brenda e Mrs. Pliosaurus                                            |
| Dokkoida!?                                              | Sayuri Yurine/Hyacinth                                              |
| Dragon Booster                                          | Pyrrah, Sentrus                                                     |
| Elemental Gelade                                        | Eve                                                                 |
| Galaxy Express 999, Adieu Galaxy Express 999            | Emeraldas                                                           |
| The Girl Who Leapt Through Time                         | madre di Makoto (Mrs. Konno)                                        |
| Gundam SEED                                             | Via Hibiki                                                          |
| Gundam 00                                               | Regene Regetta                                                      |
| Hamtaro                                                 | Pepper                                                              |
| He-Man and the Masters of the Universe                  | Regina Marlena, La Maga del castello Grayskull                      |
| InuYasha                                                | Additional Voices                                                   |
| InuYasha the Movie: The Castle Beyond the Looking Glass | Princess Kaguya                                                     |
| Key the Metal Idol                                      | Tokiko "Key" Mima                                                   |
| Krypto the Superdog                                     | madre di Kevin Whitney (Mrs. Whitney)                               |
| Let's Go Quintuplets                                    | Ms. Carruthers                                                      |
| Littlest Pet Shop                                       | Zoe Trent                                                           |
| Marta il cane parlante (Martha Speaks)                  | Mrs. Clusky                                                         |
| MegaMan: NT Warrior                                     | Mrs. Hikari                                                         |
| Mosaic                                                  | Agent Newell                                                        |
| My Little Pony: Equestria Girls                         | preside/Princess Celestia, Cheerilee                                |
| My Little Pony: Friendship Is Magic                     | Princess Celestia, Cheerilee, Spitfire (S1E16 solo)                 |
| Next Avengers: Heroes of Tomorrow                       | Betty Ross                                                          |
| Night Warriors: Darkstalkers' Revenge                   | Hsien-Ko                                                            |
| Ōban Star-Racers                                        | Maya Wei                                                            |
| Powerpuff Girls Z                                       | Ms. Bellum, Beetle Betty                                            |
| RollBots                                                | Manx                                                                |
| Saber Marionette J                                      | Cherry, Luchs (entrambi durante la seconda metà della serie), Baiko |
| Silent Möbius                                           | Katsumi Liqueur                                                     |
| Storm Hawks                                             | Starling, Suzi-Lu                                                   |
| The Story of Saiunkoku                                  | Boy 1, Court Lady 1, Setsugyoku                                     |
| Strawberry Shortcake's Berry Bitty Adventures           | Jadeybug, Dr. Hazel Nutby (ep. 9)                                   |
| Transformers: Energon                                   | Sally Jones, Miranda Jones                                          |
| The Vision of Escaflowne                                | Nariya, Eriya, nonna di Hitomi                                      |
| Warhammer 40,000: Dawn of War                           | Farseer, Howling Banshee's, Farseer Macha                           |
| Warhammer 40,000: Dawn of War: Dark Crusade             | Farseer Taldeer                                                     |
| Warhammer 40,000: Dawn of War: Soulstorm                | Farseer Caerys                                                      |
| Wonder Pets                                             | Eagol                                                               |
| Il principe dei draghi                                  | Zubeia                                                              |

## Doppiatrici italiane
Nelle versioni in italiano delle opere in cui ha recitato, Nicole Oliver è stata doppiata da:
- Ilaria Latini ne L'uomo nell'alto castello
- Anna Cugini in Somewhere Between
- Rachele Paolelli in Tracker

Da doppiatore è stato sostituito da:
- Elda Olivieri in My Little Pony - L'amicizia è magica (Principessa Celestia)
- Jasmine Laurenti in My Little Pony - L'amicizia è magica (Cherilee)
- Marcella Silvestri in Max Steel
- Daniela Abbruzzese ne Il principe dei draghi